# Ascanio Parisani
Ascanio Parisani (Tolentino, ? - Roma, 3 de abril de 1549) fue un prelado italiano. 

## Biografía
Hijo de Lorenzo di ser Massio, la identidad de su madre y sus primeros años de vida son desconocidos.  
En el cónclave de 1513 ofició como conclavista del cardenal Antonio Maria Ciocchi del Monte.  En 1520 era canónigo de la catedral de Cesena.  En 1528 Clemente VII le nombró obispo de Caiazzo, y al año siguiente de Rímini.
Gracias a su relación con Del Monte y con los Farnese su carrera eclesiástica gozó de un rápido ascenso: tras la elección como papa de Paulo III, Parisani fue nombrado mayordomo, tesorero general y datario, canónigo de Pisa y de Saint-Denis y abad comendatario de varios monasterios.  Entre 1536-38 ofició como escritor de cartas latinas entre 1536-38.
Paulo III lo creó cardenal en el consistorio de 1539 con título de Santa Pudenziana, según algunos autores gracias al favor de la hija del papa Costanza.  Fue administrador de la diócesis de Muro Lucano en 1540-41, legado en Umbría y Perugia en 1542-45 en sustitución de Tiberio Crispo, protector de los servitas desde 1543, camarlengo del Colegio Cardenalicio en 1546 y legado en la provincia de Campagna y Marittima en 1547.
Muerto en Roma en 1549, fue sepultado en la capilla familiar en la iglesia de San Marcello de esta misma ciudad.